# Fley
Fley é uma comuna francesa na região administrativa de Borgonha-Franco-Condado, no departamento Saône-et-Loire. Estende-se por uma área de 8,63 km². Em 2010 a comuna tinha 208 habitantes (densidade: 24,1 hab./km²).